# Gràcia (cristianisme)
La gràcia divina o gràcia de Déu és la misericòrdia que Déu Nostre Senyor atorga als homes per a la salvació, segons el catolicisme a través de la mediació dels sagraments i els sacerdots i segons altres denominacions cristianes directament. La principal divisió entre els teòlegs és si la gràcia té a veure amb els actes o és un do diví totalment immerescut (predestinació calvinista).
El principal teòric de la gràcia és Pau de Tars amb les seves epístoles, on empra aquesta expressió amb el sentit de do diví, virtut cristiana o salvació. La gràcia neteja el pecat, inclòs el pecat original.
La gràcia és una de les cinc solas dels protestants.